# Sainte-Croix-aux-Mines
Sainte-Croix-aux-Mines település Franciaországban, Haut-Rhin megyében. Lakosainak száma 1756 fő (2022. január 1.). Sainte-Croix-aux-Mines Ribeauvillé, Saint-Hippolyte, Lièpvre, Rombach-le-Franc, Sainte-Marie-aux-Mines, Lubine, Lusse és Wisembach községekkel határos.

## Népesség
A település népessége az elmúlt években az alábbi módon változott:
| Lakosok száma | 2042 | 1965 | 1955 | 1922 | 1909 | 1908 | 1857 | 1807 | 1756 |
|               | 2013 | 2015 | 2016 | 2017 | 2018 | 2019 | 2020 | 2021 | 2022 |